# 吳光義
吳光義（1569年—1646年），字方之，號行可，晚年自號覺庵，直隸廬州府無為縣人，明朝、南明政治人物。

## 生平
吳光義是萬曆十九年（1591年）辛卯科應天鄉試舉人，萬曆二十九年（1601年）中進士，授浙江仁和知縣。縣內事務繁重，他能當機立斷地處理。號卓異，与吴江令刘孟胥、秀水令朱上愚稱東南三令。三十七年（1609年）遷工部主事，調職方，督理山海關。該處的流民無家可歸，吳光義多方周旋，讓數萬人生存。
萬曆四十七年（1519年）升陝西神木參議，任內極力爭取犯鹽政事者由餉司管理，為邊疆的人造命，天啓元年（1621年）轉四川上川東副使，奢崇明作亂時他帶兵打敗賊人，並專心在納溪治餉，令士兵經常吃足，朱燮元視他為左右手一樣。之後，加升本省參政、按察使，天啓四年（1624年）任湖廣按察使，六年升江西右布政使，七年升浙江左布政使。魏忠賢打算建立生祠，吳光義堅持不可；而織造太監李實多次擾亂朝政，他也不屈服。其後他改官南京太常寺卿，在崇祯四年（1631年）很快就獲任命為副都御史巡撫河南，上奏彈劾藩宗，除去民害，亦調兵協助民夫填塞決堤河流及防禦盜寇，因為長輩逝世而憂歸。服喪結束後，朝廷起用吳光義為南京戶部右侍郎、右僉都御史、總督南餉；改任兵部左侍郎，因事牽連被遣戍邊。弘光帝繼位，考慮他年老而溫和，苦於被鎮臣勒餉，故起用他為戶部左侍郎。南京淪陷後他歸鄉，在隆武二年（1646年）冬去世，虛齡七十八。

## 家族
祖父吴尊，累贈南太常寺正卿。父吴廷弼，累贈南太常寺正卿。